# De re coquinaria

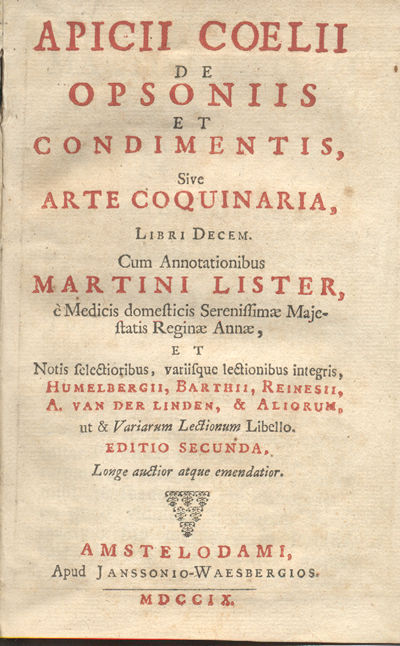
Pagină a unei ediții olandeze din secolul XVIII care cuprinde De re coquinaria

De re coquinaria sau Ars Magirica este cea mai veche carte de bucate care se cunoaște din Antichitatea romană. Este scrisă în limba latină de un gastronom pe nume Marcus Gavius Apicius. Cartea originală a apărut în secolul I, pe timpul împăratului Tiberius, dar ultima versiune (care s-a păstrat până în zilele noastre) e cea din secolul al V-lea.   Cartea nu doar că prezintă rețete culinare, ci, de asemenea, prezintă mici trucuri folosite în bucătărie.

## Capitole
Cartea este structurată în unsprezece părți:
1. Epimeles - Bucătarul
2. Sarcoptes - Cărnuri
3. Cepuros - Zarzavaturi
4. Pandecter - Diferite feluri de mâncare
5. Ospreos - Legume
6. [Tropetes] Aeropetes - Carne de pasăre
7. Polyteles [voluntaria] volatilia - Păsări
8. Tetrapus quadripedia - patrupede
9. Thalassa mare - Raci
10. Halieus piscatura - Pește
11. Excerpta a Vinidario

### Texte și traduceri
- Apicii decem libri qui dicuntur De re coquinaria ed. Mary Ella Milham. Leipzig: Teubner, 1969. [Latină]
- The Roman Cookery Book: A Critical Translation of the Art of Cooking By Apicius for Use in the Study and the Kitchen. Trans. Barbara Flower and Elisabeth Rosenbaum. London: Harrap, 1958. [Latină și Engleză]
- Apicius: A Critical Edition with an Introduction and an English Translation. Ed. and trans. Christopher Grocock and Sally Grainger. Totnes:Prospect Books, 2006. ISBN: 1-903018-13-7 [Latină și Engleză]
- Apicius. L'art culinaire. Ed. and trans. Jacques André. Paris: Les Belles Lettres, 1974. [Latină și Franceză]
- Apicius. Cookery and Dining in Imperial Rome. Trans. Joseph Dommers Vehling. 1936. [Engleză]
- The Roman Cookery of Apicius. Trans. John Edwards. Vancouver: Hartley & Marks, 1984. [Engleză]
- Nicole van der Auwera & Ad Meskens, Apicius. De re coquinaria: De romeinse kookkunst. Trans. Nicole van der Auwera and Ad Meskens. Archief- en Bibliotheekwezen in België, Extranummer 63. Brussels, Koninklijke Bibliotheek, 2001. [Germană]

### Materiale secundare
- Alföldi-Rosenbaum, Elisabeth (1972). "Apicius de re coquinaria and the Vita Heliogabali". In Straub, J., ed., Bonner Historia-Augusta-Colloquium 1970. Bonn, 1972. Pp. 5–18.
- Bode, Matthias (1999). Apicius – Anmerkungen zum römischen Kochbuch. St. Katharinen: Scripta Mercaturae Verlag.
- Déry, Carol. "The Art of Apicius". In Walker, Harlan, ed. Cooks and Other People: Proceedings of the Oxford Symposium on Food and Cookery 1995. Totnes: Prospect Books. Pp. 111–17.
- Grainger, Sally (2006). Cooking Apicius: Roman Recipes for Today. Totnes: Prospect Books.
- Grainger, Sally (2007). "The Myth of Apicius". Gastronomica, 7(2): 71–77.
- Lindsay, H. (1997). “Who was Apicius?”. Symbolae Osloenses, 72: 144-154.
- Mayo, H. (2008). "New York Academy of Medicine MS1 and the textual tradition of Apicius". In Coulson, F. T., & Grotans, A., eds., Classica et Beneventana: Essays Presented to Virginia Brown on the Occasion of her 65th Birthday. Turnhout: Brepols. Pp. 111–135.
- Milham, Mary Ella (1950). A Glossarial Index to De re coquinaria of Apicius. Ph.D. thesis, University of Wisconsin.

### Texte latine
- Apicius, The Roman cookery book tr. Barbara Flower, Elisabeth Rosenbaum. London: Harrap, 1958. [Latină & Engleză]
- Apicii decem libri qui dicuntur De re coquinaria ed. Mary Ella Milham. Leipzig: Teubner, 1969. [Latină]
- Apicius, L'art culinaire ed. Jacques André. Paris: Les Belles Lettres, 1974. [Latină & Franceză]
- Bibliotheca Augustana: De Re Coquinaria Libri Decem Mary Ella Milham's edition, nicely presented (Latină)
- Text of the cookbook in Latin at The Latin Library
- Lucrări de De re coquinaria la Proiectul Gutenberg
- Opere de sau despre De re coquinaria la Internet Archive
- Another version of the Latin text (source not stated) Arhivat în 8 aprilie 2010, la Wayback Machine.
- Vehling English translation
- Diplomatic version of the Latin text, with parallel English translation and modern redaction of the recipes. Arhivat în 4 noiembrie 2013, la Wayback Machine.
- John Edwards, The Roman cookery of Apicius. Vancouver: Hartley & Marks, 1984. [Engleză]

### Materiale secundare
- How to prepare a 5 courses ancient Roman banquet by Apicius Arhivat în 6 martie 2012, la Wayback Machine.
- James Grout's Apicius, part of the Encyclopædia Romana
- Partial re-translation from a German translation, adapted for modern cooking styles
- A 6 course banquet incorporating 12 Apician recipes and 9 from other Roman sources Arhivat în 2 ianuarie 2019, la Wayback Machine.

1. 1 2  PHI Latin Texts, accesat în 20 decembrie 2020
2. ↑  Bruno Laurioux. „Cuisiner à l'Antique: Apicius au Moyen Age”. Accesat în 1 octombrie 2020.
3. ↑  Laurioux, Bruno (1994). Cuisiner à l'Antique: Apicius au Moyen Age. Medievales. p. 17-18.